# Concert du nouvel an 2020 à Vienne
 (janvier 2023).

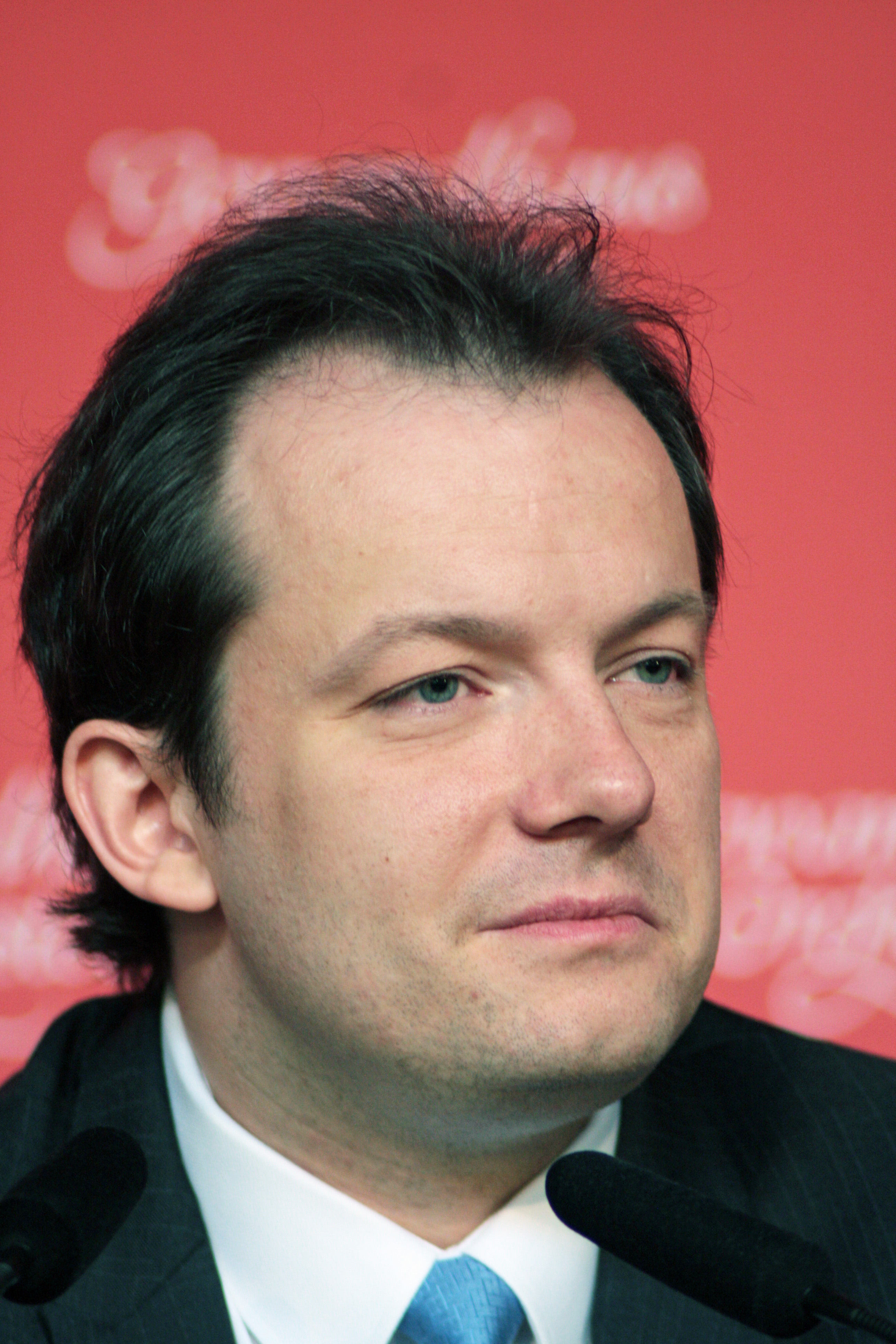
Andris Nelsons (2015)

Le concert du nouvel an 2020 de l'orchestre philharmonique de Vienne, qui a lieu le 1er janvier 2020, est le 80e concert du nouvel an donné au Musikverein, à Vienne, en Autriche. Il est dirigé pour la première et unique fois par le chef letton Andris Nelsons.
Le programme est présenté le 31 octobre 2019. Neuf œuvres sur les dix-neuf au total y sont interprétées pour la première fois par l'orchestre, dont trois en ouverture. 

## Télédiffusion
Pour sa soixante-deuxième retransmission, l'ORF confie la réalisation à Michael Beyer et utilise quatorze caméras haute définition. Il est commenté en France par Benoît Duteurtre et en Belgique par Patrick Leterme.
Le programme et certaines vues télévisuelles pré-enregistrées commémorent le 250e anniversaire de la naissance de Ludwig van Beethoven, les 150 ans du Musikverein de Vienne et les 100 ans du festival de Salzbourg. Sont notamment montrées la forteresse de Hohensalzburg et la Residenzplatz de Salzbourg.

## Ballet

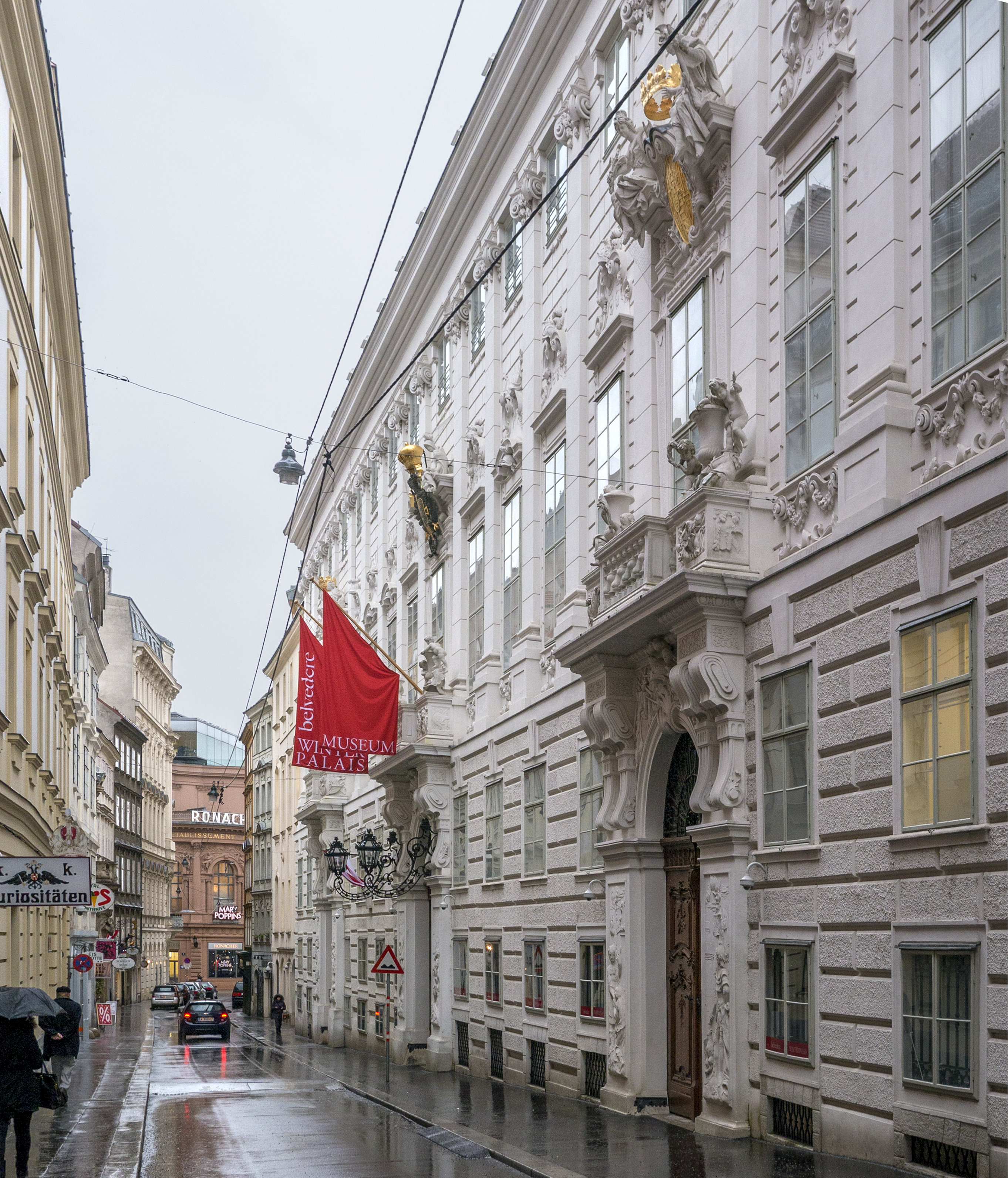
Un des lieux de tournage : le palais d'hiver du prince Eugen.

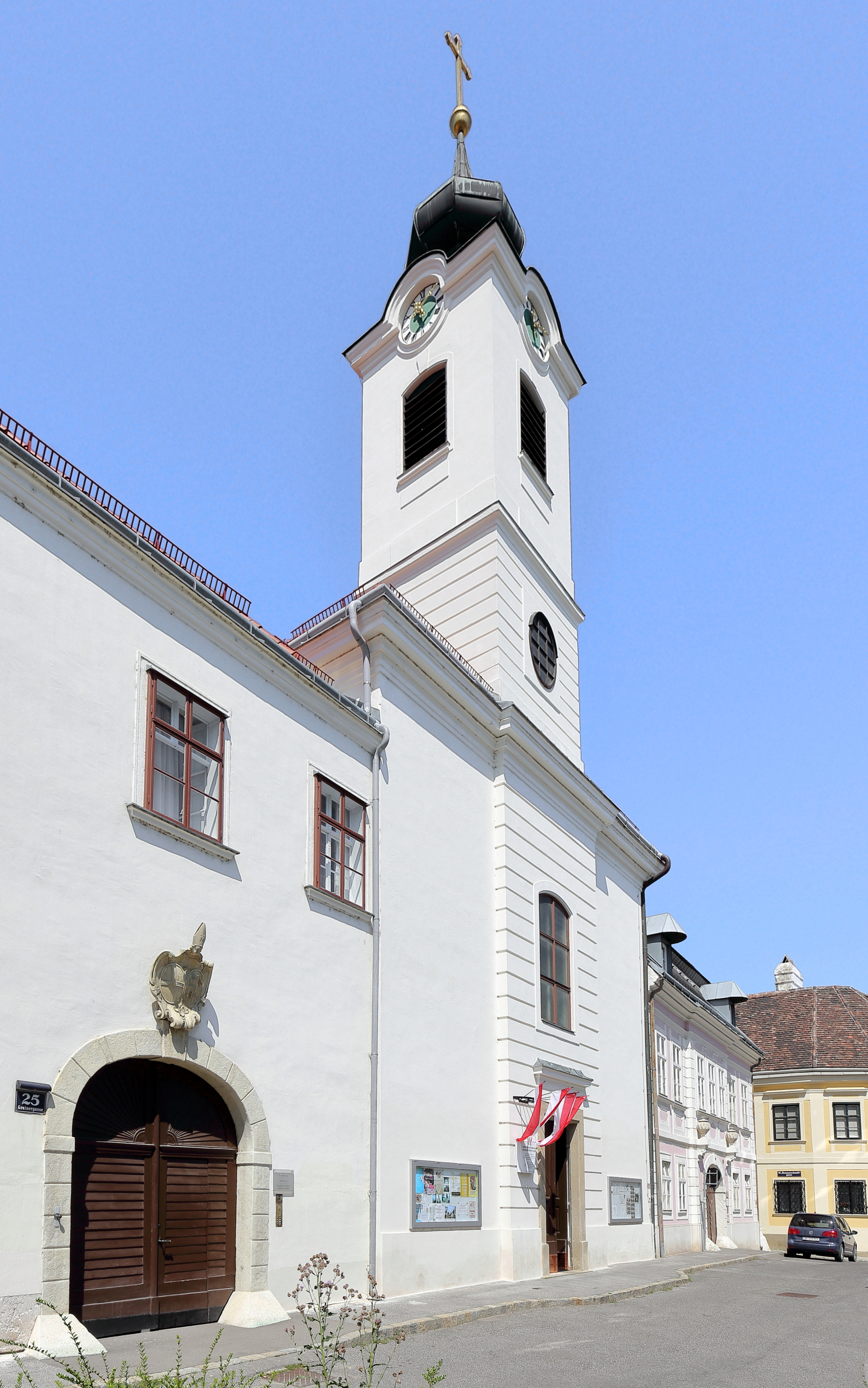
Un des lieux de tournage : la Pfarrplatz à Nussdorf.

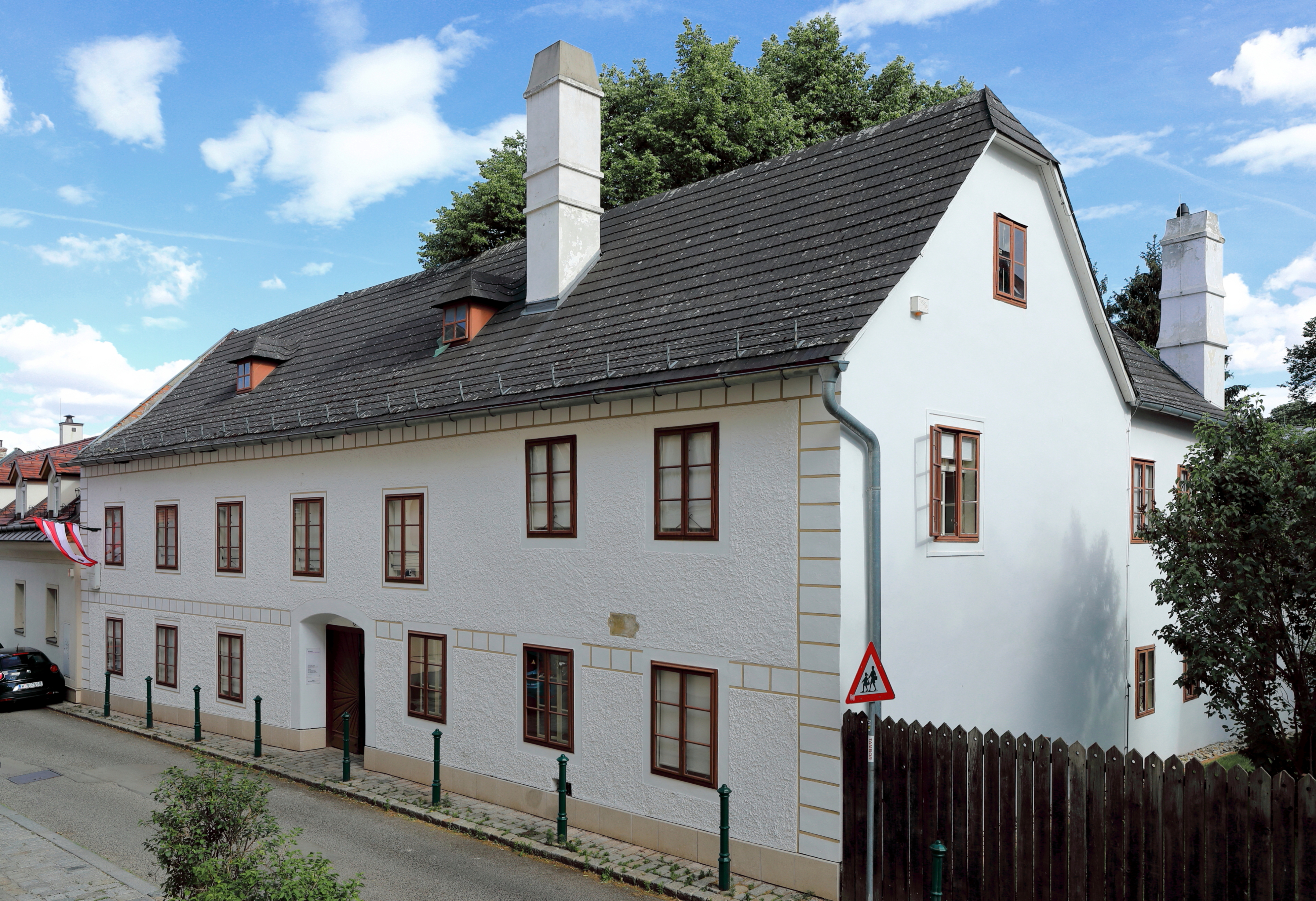
La maison de Beethoven à Heiligenstadt, dans la Probusgasse.

Les séquences de ballet, interprétées par le ballet national de Vienne, sont tournées à l'été 2019 par le réalisateur Michael Beyer ; le chorégraphe est, pour la première fois, l'Espagnol José Carlos Martínez. Les costumes années 1950 sont conçus par la Britannique Emma Ryott (de) qui participe au concert du nouvel an pour la deuxième fois après 2016.
Sur la valse Seid umschlungen Millionen de Johann Strauss II dansent trois couples : Natascha Mair (de) et Denis Cherevychko, Nina Tonoli (pour la première fois sur un concert du nouvel an) et Davide Dato (de) ainsi que Madison Young (également débutante) et Robert Gabdulin. Les images télévisées sont tournées au palais d'hiver du Prince Eugen à Vienne.
À l'occasion du 250e anniversaire de la naissance de Ludwig van Beethoven, la deuxième danse du programme (l'une des 12 contredanses pour orchestre WoO 14) est tournée sur la Pfarrplatz à Vienne-Nussdorf et dans la maison du musicien de Heiligenstadt à Döbling. Les danseurs sont Ketevan Papava et Roman Lazik (de) ainsi que Olga Esina et Jakob Feyferlik (de).

## Public
La chancelière Brigitte Bierlein invite au concert, à l'occasion du vingt-cinquième anniversaire de l'adhésion de l'Autriche à l'Union européenne, la présidente de la commission Ursula von der Leyen, ainsi que le premier ministre suédois, Stefan Löfven. Ursula van der Leyen annule sa visite pour des raisons d'emploi du temps. À l'occasion de la présidence du conseil par la Croatie pour le premier semestre de l'année 2020, Wolfgang Sobotka, le président du conseil national, invite le député croate Gordan Jandroković, tandis que le ministre des affaires européennes et étrangères Alexander Schallenberg en fait de même avec son homologue croate Gordan Grlić Radman. Le président de la confédération, Alexander Van der Bellen, assiste au concert avec son épouse Doris Schmidauer (de). Son prédécesseur Heinz Fischer est présent aux côtés de son épouse Margit Fischer.

## Programme
Les pièces suivies d'un astérisque (*) sont jouées pour la première fois.

### Première partie
1. Carl Michael Ziehrer : ouverture des Vagabonds (de) (Die Landstreicher)*
2. Josef Strauss : Liebesgrüße, valse, op. 56*
3. Josef Strauss : Marche du Liechtenstein, marche, op. 36*
4. Johann Strauss II : Blumenfest-Polka, polka, op. 111
5. Johann Strauss II : Wo die Citronen blüh'n!, valse, op. 364
6. Eduard Strauss : Knall und Fall, polka rapide, op. 132*

### Deuxième partie
1. Franz von Suppé : ouverture de la Cavalerie Légère (Leichte Kavallerie)
2. Josef Strauss : Cupido, polka française, op. 81*
3. Johann Strauss II : Seid umschlungen Millionen, valse, op. 443
4. Eduard Strauss : Eisblume, polka-mazurka, op. 55 (arrangement de Wolfgang Dörner)*
5. Josef Hellmesberger II : Gavotte*
6. Hans Christian Lumbye :  Galop du postillon, galop, op. 16/2 (Arrangement Wolfgang Dörner)*
7. Ludwig van Beethoven : douze contredanses, WoO 14 (sélection)*
8. Johann Strauss II : Freuet euch des Lebens, valse, op. 340
9. Johann Strauss II : Tritsch-Tratsch-Polka, polka rapide, op. 214
10. Josef Strauss : Dynamiden, valse, op. 173

### Rappels
1. Josef Strauss : Im Fluge, polka rapide, op. 230
2. Johann Strauss II : Le Beau Danube bleu, valse, op. 314
3. Johann Strauss : Marche de Radetzky, marche, op. 228

## Interprètes (sélection)
- Andris Nelsons, chef d'orchestre ; il joue quelques notes de trompette sur le Galop du postillon de Hans Christian Lumbye ;
- Daniel Froschauer, Andreas Großbauer (de), violon ;
- Gregor Hinterreiter, Norbert Täubl, clarinette ;
- Anneleen Lenaerts, harpe ;
- Orchestre philharmonique de Vienne.

## Discographie
- Wiener Philharmoniker, Andris Nelsons – Neujahrskonzert 2020 : Sony Classical – 19075981312, 2 CD[1]

## Vidéographie
- Wiener Philharmoniker, Andris Nelsons – Neujahrskonzert 2020 : Sony Classical – 19439702389, Bluray[2].